# Dame Sarr
Elhadji Dame Sarr (Oderzo, 4 giugno 2006) è un cestista italiano.
Nato a Oderzo (Treviso) da genitori senegalesi,  ha una sorella Sina, maggiore di un anno, e due fratelli minori: Sidy, nato 4 anni dopo di lui, e Lamine, 11 anni meno.

## Carriera

### Club
Ha iniziato a giocare a basket nella squadra della sua città natale nel 2012, a soli 6 anni, per poi spostarsi a 13 anni, nel 2019, all'Academy dell'Orange Bassano, dove è stato notato dagli osservatori del Barcellona, che lo hanno portato in Spagna e lo hanno fatto debuttare subito.
Partito dal settore giovanile dei blaugrana, giocando nel Barça B, è poi passato in prima squadra dal gennaio 2023.
Una partita contro il Granada lo ha reso il secondo più giovane nella storia del Barcellona a debuttare nella Liga ACB, all'età di 16 anni, 7 mesi e 18 giorni.
Nella stagione successiva ha quindi fatto il proprio esordio in Eurolega, contro il Panathinaikos. In seguito alla partecipazione all'edizione 2025 del Nike Hoop Summit dove si è messo molto in mostra con una prova da 17 punti in 25', non autorizzata però dal club blaugrana, è arrivata la rescissione del contratto in essere ad aprile.

### Nazionale
Ha partecipato al Campionato Europeo Under 16 nel 2022 e al Campionato Europeo Under 18 nel 2023.
Dal 2023 fa parte della Nazionale sperimentale, il cosiddetto Green Team.
Ha debuttato con la nazionale maggiore il 25 novembre 2024, nell'incontro di qualificazione all'Eurobasket 2025 con l'Islanda, perso per 74-81 e giocato a Reggio Emilia.

## Statistiche

### Nazionale
| Cronologia completa delle presenze e dei punti in Nazionale - Italia | Cronologia completa delle presenze e dei punti in Nazionale - Italia | Cronologia completa delle presenze e dei punti in Nazionale - Italia | Cronologia completa delle presenze e dei punti in Nazionale - Italia | Cronologia completa delle presenze e dei punti in Nazionale - Italia | Cronologia completa delle presenze e dei punti in Nazionale - Italia | Cronologia completa delle presenze e dei punti in Nazionale - Italia | Cronologia completa delle presenze e dei punti in Nazionale - Italia |
| Data                                                                 | Città                                                                | In casa                                                              | Risultato                                                            | Ospiti                                                               | Competizione                                                         | Punti                                                                | Note                                                                 |
| -------------------------------------------------------------------- | -------------------------------------------------------------------- | -------------------------------------------------------------------- | -------------------------------------------------------------------- | -------------------------------------------------------------------- | -------------------------------------------------------------------- | -------------------------------------------------------------------- | -------------------------------------------------------------------- |
| 25/11/2024                                                           | Reggio Emilia                                                        | Italia                                                               | 74 - 81                                                              | Islanda                                                              | Qual. Euro 2025                                                      | 0                                                                    | [ 6 ]                                                                |
| 20/02/2025                                                           | Istanbul                                                             | Turchia                                                              | 67 - 80                                                              | Italia                                                               | Qual. Euro 2025                                                      | 2                                                                    | [ 7 ]                                                                |
| 23/02/2025                                                           | Reggio Calabria                                                      | Italia                                                               | 67 - 71                                                              | Ungheria                                                             | Qual. Euro 2025                                                      | 2                                                                    | [ 8 ]                                                                |
| Totale                                                               |                                                                      | Presenze                                                             | 3                                                                    |                                                                      | Punti                                                                | 4                                                                    |                                                                      |

## Palmarès
- Campionato spagnolo: 1

Barcellona: 2022-2023
- Liga catalana: 2

Barcellona: 2022, 2023